# Angiopteris dianyuecola
Angiopteris dianyuecola är en kärlväxtart som beskrevs av Z.R.He och W. M. Chu. Angiopteris dianyuecola ingår i släktet Angiopteris och familjen Marattiaceae. Inga underarter finns listade i Catalogue of Life.